# 21 Monocerotis
21 Monocerotis, eller V571 Monocerotis, är en pulserande variabel stjärna av Delta Scuti-typ (DSCT) i Enhörningens stjärnbild.
Stjärnan varierar mellan visuell magnitud +5,43 och 5,5 med en period av 0,0894476 dygn eller 2,14674 timmar. 21 Monocerotis befinner sig på ett avstånd av ungefär 260 ljusår.